# Bleda ugandae
Bleda ugandae (Бюльбюль-довгодзьоб жовтоокий) — вид горобцеподібних птахів родини бюльбюлевих (Pycnonotidae). Мешкає в Центральній Африці. Раніше вважався підвидом малого бюльбюля-довгодзьоба.

## Опис
Верхня частина тіла і голова оливково-зелені, нижня частина тіла яскраво-жовта, груди і боки з оливковим відтінком. Хвіст оливково-коричневий. Очі жовті, лапи сизі, сірі або коричнювато-сірі.

## Поширення і екологія
Жовтоокі бюльбюлі-довгодзьоби мешкають на півночі Демократичної Республіки Конго, на сході Республіки Конго, на півдні Центральноафриканської Республіки, на заході Уганди та на крайньому півдні Південного Судану. Вони живуть в тропічних лісах і на болотах, на висоті до 1250 м над рівнем моря.